# Przejście graniczne Dołhobyczów-Uhrynów
Przejście graniczne Dołhobyczów-Uhrynów – polsko-ukraińskie drogowe przejście graniczne położone w województwie lubelskim, w powiecie hrubieszowskim, w gminie Dołhobyczów w miejscowości Dołhobyczów-Kolonia.

## Opis
Przejście graniczne Dołhobyczów-Uhrynów zostało uruchomione 26 czerwca 2014 roku z miejscem odprawy po stronie polskiej w miejscowości Dołhobyczów-Kolonia. Czynne jest przez całą dobę. Dopuszczony jest ruch osobowy, towarowy, autobusy, samochody ciężarowe o ładowności do 3,5 tony oraz mały ruch graniczny.
Przejście graniczne położone jest w ciągu drogi wojewódzkiej nr 844 prowadzącej z Chełma i Hrubieszowa do granicy; po stronie ukraińskiej najbliższym miastem jest Sokal.

### Podmioty odpowiedzialne
Stan z 30 października 2019
Podmioty odpowiedzialne za dokonywanie kontroli osób, towarów i pojazdów przekraczających granicę:
- Kontrola graniczna: Placówka Straży Granicznej w Dołhobyczowie z własnym system łączności Straży Granicznej[1].
- Kontrola celna: Lubelski Urząd Celno-Skarbowy w Białej Podlaskiej, Oddział Celny w Dołhobyczowie.

Administracja przejścia:
- Zespół Drogowego Przejścia Granicznego w Dołhobyczowie podległy Lubelskiemu Zarządowi Obsługi Przejść Granicznych w Chełmie – Wydział Zamiejscowy w Zamościu (stan zatrudnienia – 6 osób).

### Stanowiska odpraw, miejsca postojowe
Stan z 30 października 2019
Polska i ukraińska kontrola graniczna i celna osób i pojazdów wjeżdżających do Polski i wyjeżdżających z Polski odbywa się na terytorium RP.
Kontrola graniczna i celna osób i pojazdów odbywa się na pasach odpraw:
- Wjazd do RP
  - Samochody osobowe – 6 pasów
  - Autobusy – 2 pasy
- Wyjazd z RP
  - Samochody osobowe – 6 pasów
  - Autobusy – 2 pasy.

Łączna liczba stanowisk kontrolerskich w pawilonach kontroli paszportowo–celnej przy osobowych pasach odpraw – 48 (po 24 na wjazd i wyjazd: dla polskich służb – 12 stanowisk, dla ukraińskich służb – 12 stanowisk) oraz cztery zespołowe stanowiska w budynkach odpraw celnych pasażerów autobusów.

### Elementy infrastruktury należące do przejścia granicznego
Stan z 30 października 2019
- RTG stacjonarny do prześwietlania samochodów ciężarowych
- Stacjonarne monitory promieniowania typu bramkowego – 6 zestawów
- Zapory drogowe (szlabany) –76 szt.

### Infrastruktura usługowa
Stan z 30 października 2019
- Obsługa podróżnych:
  - izolatka/pomieszczenie do udzielenia choremu pierwszej pomocy (powierzchnia użytkowa – 37,80 m)
  - 2 toalety publiczne (wjazd, wyjazd) o powierzchni zabudowy – 125,84 m² każda.

### Obiekty kubaturowe
Stan z 30 października 2019
- główny budynek administratora przejścia granicznego, służby polskie i ukraińskie – 4 713,45 m²
- jeden budynek kontroli szczegółowej pojazdów – 1 327,37 m²
- budynki kontroli pasażerów autobusów – 2 × 285,3 m²
- pawilony kontroli paszportowo–celnej w strefach ruchu osobowego – 12 × 36,6 m²
- pawilony kontroli wjazdu/wyjazdu pojazdów – 4 × 17,5 m²
- pawilony wartownicze – 2 (19,1 m² + 38,1 m²)[a]
- toalety publiczne – 2 × 96,04 m²
- jeden budynek psów służbowych – 183,88 m²
- wiaty nad stanowiskami kontroli paszportowo–celnej
  - wjazd do Polski – 1 szt. (6 202,99 m²)[a]
  - wyjazd z Polski – 1 szt. (6 202,99 m²)[a]
  - wiata nad budynkiem głównym – 1 szt. (10 480,42 m²)[a]
  - wiata nad budynkiem kontroli szczegółowej – 1 szt. (5 293,35 m²)[a].

### Kalendarium
- 2007 – 25 sierpnia w miejscu przyszłego przejścia granicznego zorganizowano koncert pt. „Europejski most” – „Granica – 803”, lub V Dni Dobrosąsiedztwa, prowadzony przez Małgorzatę Kożuchowską i Roberta Leszczyńskiego, na którym wystąpiły zespoły Zakopower, Habakuk, Voo Voo, Haydamaky i Kovczeg Noja (ukraiński odpowiednik Arki Noego). Był emitowany w TVP2.
- 2009 – czerwiec, ogłoszono przetarg na realizację pierwszego etapu budowy wygrała firma Budimex Dromex S.A.
- 2013 – zakończono budowę przejścia granicznego.
- 2012 – 5 czerwca przejście  graniczne zostało tymczasowo otwarte na czas Euro 2012[5]. Jego budowa kosztowała ponad 147 mln zł.
- 2015 – 1 lipca otwarto przejście graniczne dla pieszych i rowerzystów. To pierwsze takie przejście na Lubelszczyźnie i drugie po Medyce na wschodniej granicy kraju[6][7].

### Przejścia graniczne polsko-radzieckie
W okresie istnienia Związku Radzieckiego od 24 stycznia 1986 roku zaczął funkcjonować tu Punkt Uproszczonego Przekraczania Granicy Dołhobyczów-Ustiług. Przekraczanie granicy odbywało się na podstawie przepustek. Organy Wojsk Ochrony Pogranicza wykonywały odprawę graniczną i celną. Kontrolę graniczną i celną osób towarów oraz środków transportu wykonywała Strażnica WOP Dołhobyczów.
1 stycznia 1964 roku funkcjonowało przejście graniczne uproszczonego ruchu granicznego Dołhobyczów, w którym kontrolę graniczną i celną osób, towarów oraz środków transportu wykonywała 2 placówka WOP Dołhobyczów.

## Galeria

Przejście graniczne Dołhobyczów-Uhrynów
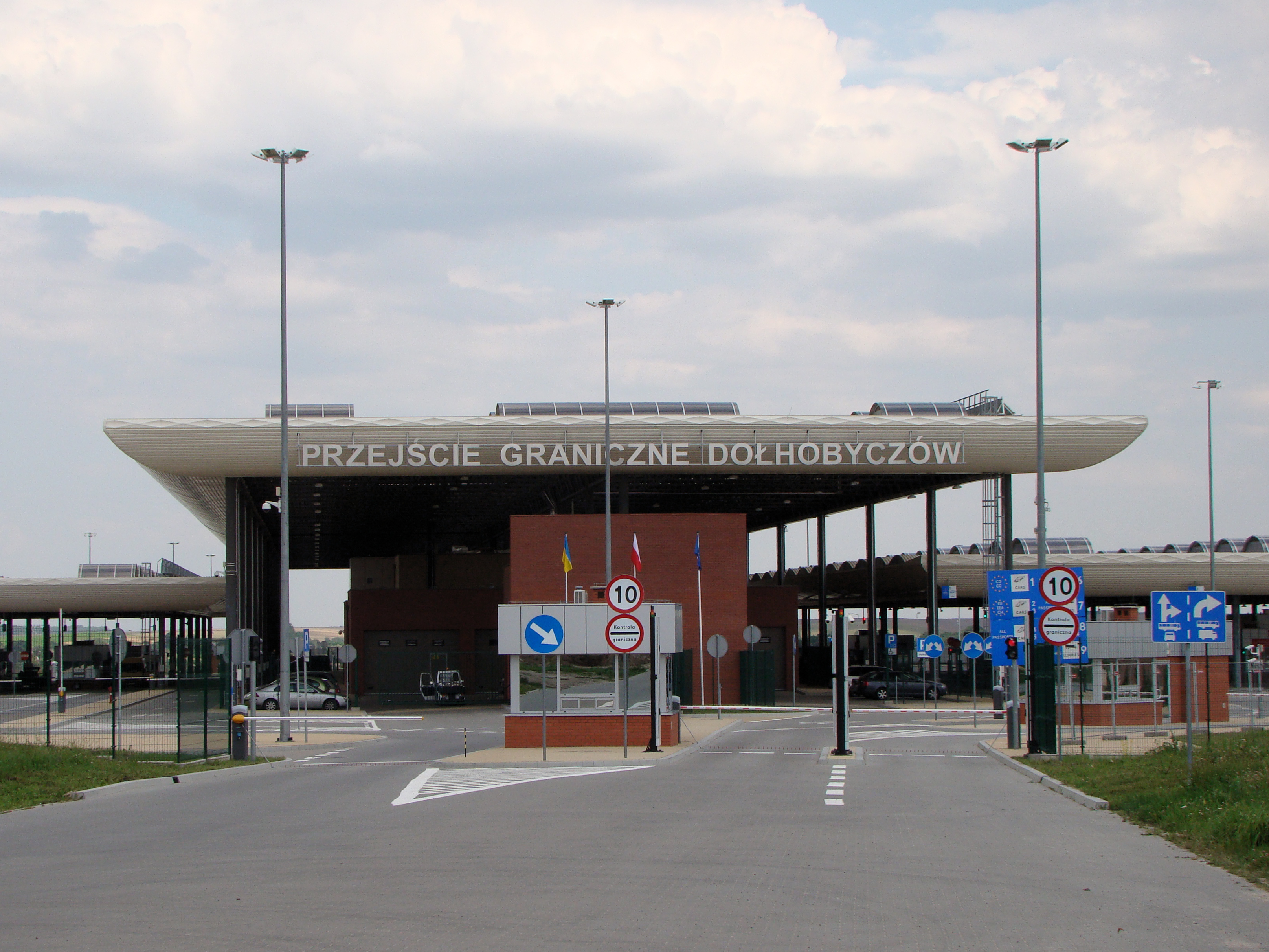
(lipiec 2014)
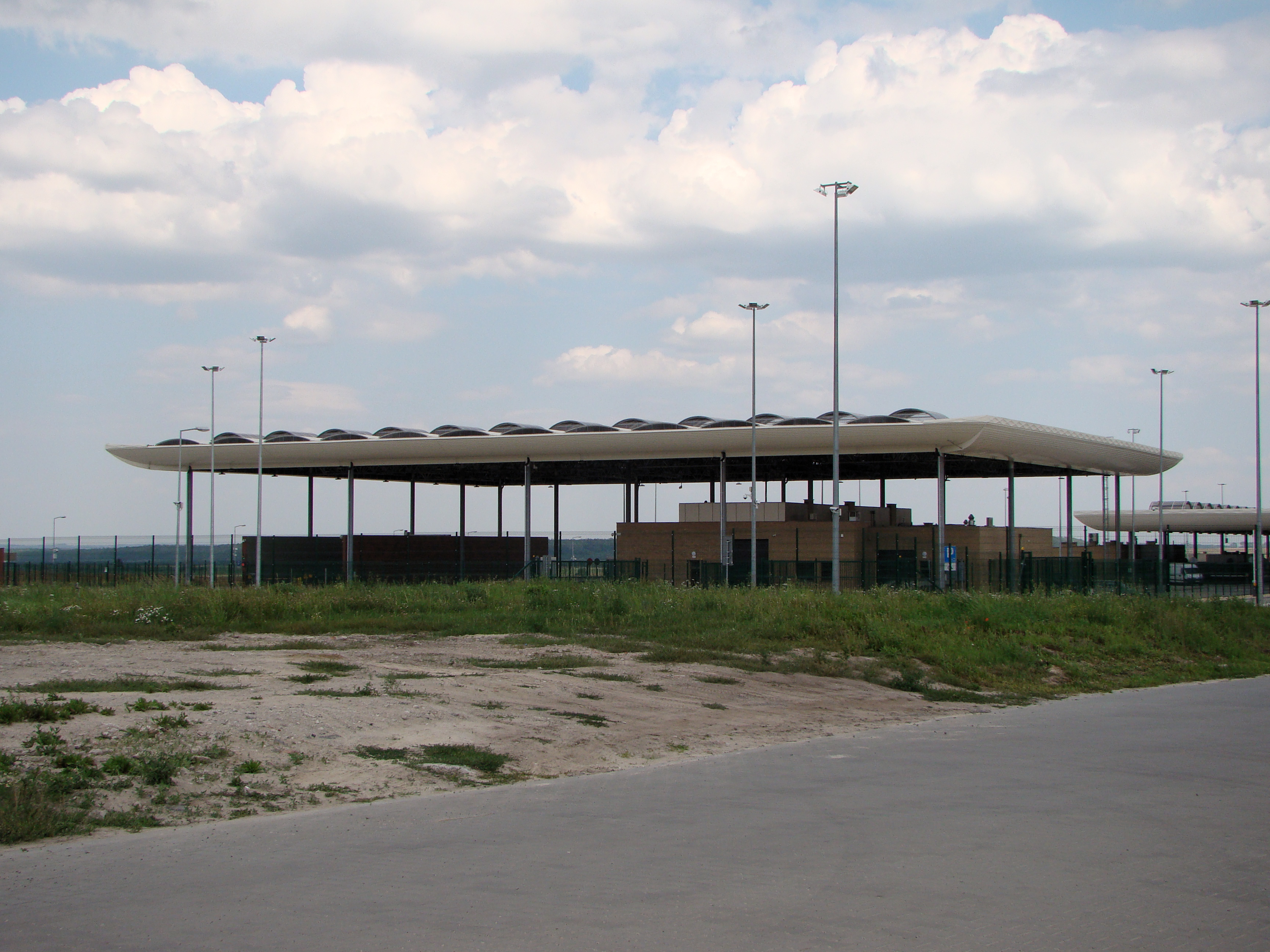
(lipiec 2014)
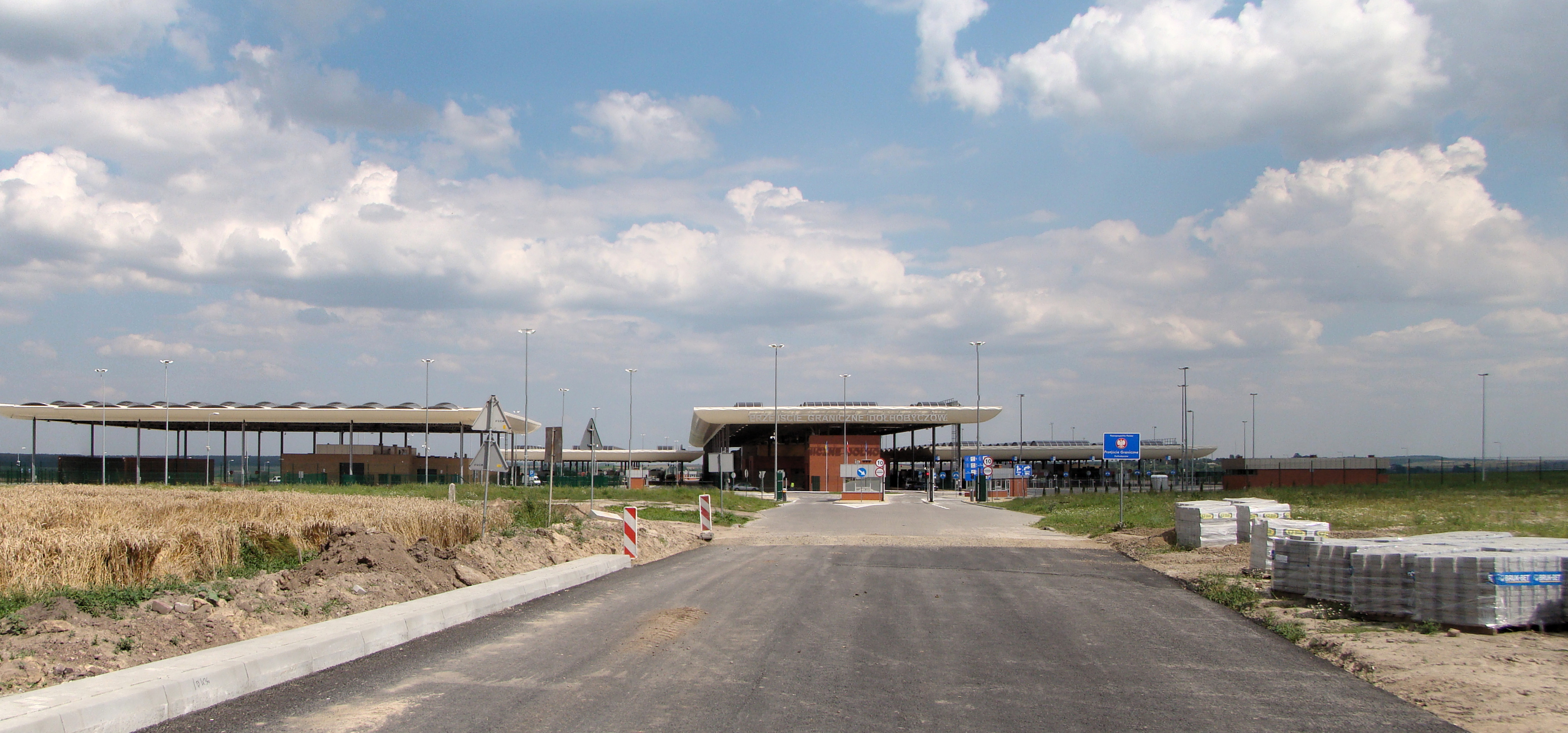
(październik 2014)